# Johann Wilhelm Ehmann
Johann Wilhelm Ehmann (auch Ehemann) (* 3. August 1817 in Degerschlacht; † 6. Juli 1885 in Balingen) war ein württembergischer Verwaltungsbeamter.

## Leben
Ehmann war ein Sohn des Pfarrers Johann Christian Ehmann und dessen Frau Marie Margarethe, geb. Schweikert, aus Walddorf. Er machte zunächst eine Ausbildung als Schreiber und studierte ab 1835 Regiminalwissenschaft an der Universität Tübingen. 1839 bestand er die erste, 1841 die zweite höhere Dienstprüfung.
Nach Tätigkeiten als Aktuariatsverweser und Aktuar beim Oberamt Rottenburg wurde er 1848 Aktuar beim Oberamt und bei der Stadtdirektion Tübingen und 1853 Oberamtmann des Oberamts Tuttlingen. Zuletzt war er von 1866 bis 1775 Oberamtmann des Oberamts Balingen.